# Saint-Pryvé-Saint-Mesmin
Saint-Pryvé-Saint-Mesmin är en kommun i departementet Loiret i regionen Centre-Val de Loire strax norr Frankrikes mitt. Kommunen ligger i kantonen Olivet som tillhör arrondissementet Orléans. År 2022 hade Saint-Pryvé-Saint-Mesmin 6 200 invånare.

## Befolkningsutveckling
Antalet invånare i kommunen Saint-Pryvé-Saint-Mesmin
| Referens: INSEE |